# Craig McDean
Craig McDean est un photographe de mode, portraitiste et accessoirement réalisateur de films, né en 1964 en Angleterre mais vivant à Manhattan. Il débute dans les années 1990 auprès de Nick Knight. Outre ses multiples publications dans la presse par la suite, il travaille régulièrement pour la publicité de grandes marques de mode ou parfum telles Dior, Coach, Estée Lauder, Tommy Hilfiger ou Valentino. Il reste proche des mannequins Amber Valletta et Kate Moss qu'il photographie souvent lors de sa carrière.

## Biographie
Craig McDean est né à Middlewich en 1964. Déjà très jeune il photographie sans savoir qu'il en fera son métier.
Il travaille comme mécanicien avant de faire des études de photographie au Mid Cheshire College (en) et au Blackpool and The Fylde College (en) sans les terminer. Il se rend à Londres et écrit à Nick Knight, qui travaille alors entre autres pour i-D, afin de travailler avec lui ; il est finalement embauché, sans salaire. Il réalise ses premières images pour i-D puis The Face.
Ses images pour les campagnes de publicités pour Jil Sander avec Amber Valletta, ainsi que pour Calvin Klein un peu plus tard, le font connaitre dans la seconde moitié des années 1990,. Par la suite, sa carrière aux États-Unis démarre avec des photos pour le magazine W puis avec Fabien Baron pour le Harper's Bazaar local.
Il entame une collaboration étroite avec le magazine américain Vogue en 2002 et travaille également avec les d'autres titres des éditions Condé Nast comme le Glamour et le Vogue français, ainsi que l'édition anglaise, japonaise ou grecque de ce dernier. Plus récemment, il est dans l'édition italienne ainsi que chinoise ou coréenne du même magazine Vogue, mais également dans le Vanity Fair et le Love, autres titres de Condé Nast. Ses photos apparaissent aussi régulièrement dans The New York Times Style Magazine, Interview, Another Magazine ou W.
Il reçoit le « Prix de la photographie appliquée » du Centre international de la photographie en 2008 et apparait dans le documentaire The September Issue l'année suivante.
Craig McDean est marié à Tabitha Simmons, styliste et collaboratrice du Vogue américain, qu'il photographie d'ailleurs pour Industrie Magazine en 2014 et pour laquelle il réalise les images de ses catalogues ou publicités.

## Publications
- (en) Craig McDean et Neville Wakefield, I love Fast Cars, PowerHouse Books, juillet 1999, 68 p. (ISBN 978-1-57687-059-4, présentation en ligne)
- (en) Craig McDean, Mathias Augustyniak et Glenn O'Brien, Amber, Guinevere, and Kate Photographed by Craig McDean : 1993-2005, New York, Rizzoli, octobre 2013, 208 p. (ISBN 978-0-8478-4082-3, présentation en ligne)